# Xysticus fraternus
Xysticus fraternus là một loài nhện trong họ Thomisidae.
Loài này thuộc chi Xysticus. Xysticus fraternus được Richard C. Banks miêu tả năm 1895.